# Ludeștii de Sus
Ludeștii de Sus – wieś w Rumunii, w okręgu Hunedoara, w gminie Orăștioara de Sus. W 2011 roku liczyła 16 mieszkańców.